# Außenseiter der Gesellschaft
Außenseiter der Gesellschaft. Die Verbrechen der Gegenwart ist eine literarische Reihe mit reportageartigen Darstellungen von Kriminalfällen und Kriminalprozessen, die Rudolf Leonhard 1924/25 im Berliner Verlag Die Schmiede herausgegeben hat. Insgesamt sind 14 Texte in dieser Reihe erschienen (die zum Teil auch in neueren Ausgaben vorliegen):
- Alfred Döblin: Die beiden Freundinnen und ihr Giftmord, 1924, 117 S. + unpag. Anhang (Handschriftenfaksimiles und Schaubilder).
- Egon Erwin Kisch: Der Fall des Generalstabschefs Redl, 1924, 90 S.
- Eduard Trautner: Der Mord am Polizeiagenten Blau, 1924, 193 S. + unpag. Anhang (Handschriftenfaksimiles).
- Ernst Weiß: Der Fall Vukobrankovics, 1924, 203 S.
- Iwan Goll: Germaine Berton. Die rote Jungfrau, 1925, 77 S., Porträtzeichnung + unpag. Anhang (Handschriftenfaksimiles).
- Theodor Lessing: Haarmann. Die Geschichte eines Werwolfs, 1925, 232 S., Abb. + unpag. Anhang.
- Karl Otten: Der Fall Strauß, 1925, 109 S.
- Arthur Holitscher: Ravachol und die Pariser Anarchisten, 1925, 86 S.
- Léo Lania: Der Hitler-Ludendorff-Prozeß, 1925, 134 S.
- Franz Theodor Csokor: Schuß in's Geschäft. (Der Fall Otto Eissler), 1925, 105 S.
- Thomas Schramek: Freiherr von Egloffstein. Mit einem Vorwort von Albert Ehrenstein, 1925, 192 S., Porträtfoto.
- Kurt Kersten: Der Moskauer Prozeß gegen die Sozialrevolutionäre 1922. Revolution und Konterrevolution, 1925, 163 S., Abb.
- Karl Federn: Ein Justizverbrechen in Italien. Der Prozeß Murri-Bonmartini, 1925, 233 S.
- Hermann Ungar: Die Ermordung des Hauptmanns Hanika. Tragödie einer Ehe, 1925, 96 S.

Sieht man einmal davon ab, dass in der Reihe Strafprozesse dargestellt werden, die zu ihrer Zeit die Öffentlichkeit nachhaltig beschäftigt hatten, so liegt ihre literarhistorische Bedeutung vor allem darin, dass die prominenten Autoren sich intensiv mit der Tradition der authentischen Kriminalgeschichten (siehe z. B. die Sammlung Der neue Pitaval, 60 Bde., 1842–1890) auseinandersetzten und dabei zu einem modernen Verständnis der Zusammenhänge zwischen kriminellen Taten, Kriminalverfahren und ihrer medialen Verarbeitung fanden. Dabei werden Außenseiter nicht mehr allein in ihren Rollen als Ordnungsstörer wahrnehmbar, sondern auch als Innovatoren, die zugelassen werden müssen, wenn Gesellschaften sich verändern sollen.
Die Reihe knüpfte eng an die Pitavaltradition an und war bemüht um eine wahrheitsgetreue und aktenmäßig abgesicherte Darstellung von Kriminalfällen. Bei den Autoren handelte es sich um politisch engagierte Schriftsteller, die diese Reihe dazu nutzen, Kritik am Justizsystem der Weimarer Republik zu üben und den Leser über gesellschaftliche Missstände zu informieren.  
Ein Großteil der Autoren der Reihe zählt zu den Mitgliedern der von Rudolf Leonhard begründeten Gruppe 1925.